# Hartmut Mirbach

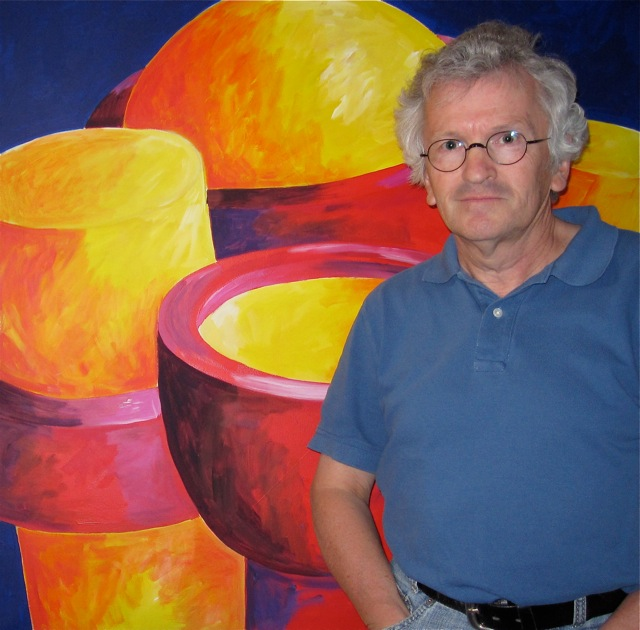
Hartmut Mirbach

Hartmut Mirbach (* 12. Juli 1949 in Lobberich, Nordrhein-Westfalen; † 13. Juni 2011 in Nettetal) war ein deutscher Fotograf und Maler.

## Leben
Von 1970 bis 1977 studierte Mirbach an der Staatlichen Kunstakademie Düsseldorf bei Joseph Beuys, Erwin Heerich und Werner Spies. 1983 folgte ein Aufenthalt in der Toscana und der Beginn der themenorientierten Fotografie. Im gleichen Jahr erschien das gemeinsam mit Paul Wans erstellte Buch „Alltag am Niederrhein - Fotografien“.
Seit 1995 arbeitete er an der computertechnischen Weiterentwicklung von Kunstprojekten und seit 2001 entstanden Arbeiten zu einer großangelegten Werkgruppe mit Aquarellen als Zitate aus Kunstgeschichte und Trivialbereich.
Mirbachs fotografisches Werk wurde im Jahre 1987 in einem WDR-Fernsehporträt von Helge Drafz im Zusammenhang mit dem Buch „Schönes Wochenende“ vorgestellt. 1990 drehte Uri Schneider einen WDR-Fernsehbericht über die Fotoarbeiten von Mirbach anlässlich des 25-jährigen Bestehens des Naturpark Maas-Schwalm-Nette.
Mirbach kann auf die Mitarbeit an Katalogen für Künstler und Museen verweisen sowie auf verschiedene Veröffentlichungen in Foto- und Literaturzeitschriften.
Mirbach wirkte viele Jahre als Kunsterzieher am Kardinal von Galen-Gymnasium in Kevelaer. Er arbeitete bis zum Frühjahr 2010 als Fachlehrer am Werner-Jaeger-Gymnasium Nettetal.

## Ausstellungen
- 1973 Galerie Großfeld, Venlo (mit Heinrich Koch, Bernd Flemming und Jürgen Schiller)
- 1975 Werner-Jaeger-Halle, Nettetal
- 1976 „Mit, neben, gegen - Joseph Beuys und seine Schüler“, Frankfurter Kunstverein
- 1983 „Alltag am Niederrhein“ Ausstellungsreihe (zusammen mit Paul Wans) beginnend im Niederrheinischen Museum für Volkskunde und Kulturgeschichte, Kevelaer u. a.
- 1985 „Triviale Installationen“, Kleine Fotogalerie Heinsberg, Städtische Galerie im Park Viersen
- 1987 „Schönes Wochenende“, Werner-Jaeger-Halle, Nettetal, dazu die Buchveröffentlichung im Juni-Verlag
- 1990 „Drei Deutsche in Venray (NL)“ (Malerei und Siebdrucke) Culturel Centrum, Venray, mit Katrin Berger und Heinrich Goertz
- 1994 „Carpentras“ (Malerei) Kunstkabinett Konrad Mönter, Osterath
- 1999 „Cars & Castles“ Aquarelle und Computerarbeiten Galerie am Park Nettetal
- 2000 Werner-Jaeger-Halle [fünf Künstler der Region] (mit Christel Kremser, John Waszek, Stefan Kaiser, Willi Irmen.), Hommage à Karl Blossfeld Aquarelle
- 2001 „Um Dich ist Heimat“, Fotografien von jüdischen Friedhöfen am Niederrhein, Rathaus der Stadt Nettetal
- 2004 „Hartmut Mirbach - Werke“, Werner-Jaeger-Halle, Nettetal
- 2005 Kunstverein Region Heinsberg, Jubiläumsausstellung, 20 × 20
- 2012 „Hartmut Mirbach - Retrospektive“, Werner-Jaeger-Halle, Nettetal

## Veröffentlichungen
- Grenzsteine des Lebens. Auf jüdischen Friedhöfen am Niederrhein. Michael Brocke (Text), Hartmut Mirbach (Fotografien). Mercator-Verlag, Duisburg 1988, ISBN 3-87463-145-1.
- Schönes Wochenende. Juni-Verlag, Viersen-Dornbusch 1987, ISBN 3-926738-02-2.
- Hartmut Mirbach: Erholungslandschaften. Fotografien 1984 - 1985. Rheinland-Verlag, Köln 1986, ISBN 3-7927-0925-2.
- Alltag am Niederrhein. Dagelijks leven aan de Nederrijn. Paul Wans (Malerei), Hartmut Mirbach (Fotografie). Butzon & Bercker, Kevelaer 1983, ISBN 3-7666-9296-8.